# Парадоксално намерение
В психотерапията, парадоксално намерение е практика за освобождаване от невротични навици или мислене, предприета, за да бъдат идентифицирани или премахнати. (Man's Search for Meaning – Viktor Frankl). Франкъл смята, че справянето с неврози често е възпрепятствано от страх от провал в потискането на симптомите им. Провалът в потискането на невротичното поведение или симптом добавя и чувство за неадекватност и депресия към основния проблем.
Разработен от Виктор Франкъл като терапевтична техника, при него клиентите се окуражават всъщност да вървят в посока на симптома, за да увеличат осъзнатостта си за симптома и неговите последствия. Също така помага на клиентите да видят абсурдността на симптома си. Например Франкъл цитира случай на човек, който се страхува от това че се поти много в социални ситуации. И Франкъл го окуржава да си повтаря в тези ситуации, че ще се изпоти много и така помагайки му да преодолее симптома чрез предизвикване на чувство за хумор и давайки му чувство за контрол.